# منتزلية
المنتزلية (الاسم العلمي: Mentzelia) هي جنس من النباتات تتبع الفصيلة اللواسية من رتبة القرانيات. سمي هذا الجنس تكريماً لعالم النبات الألماني كريستيان منتزل (بالإنجليزية: Christian Mentzel)‏.

## أنواع المنتزلية
- منتزلية أليفة الجبال
- منتزلية بيضاء الأوراق
- منتزلية تكسانية
- منتزلية تورية
- منتزلية ثلاثية الأسنان
- منتزلية جبلية
- منتزلية جميلة
- منتزلية حجرية
- منتزلية خشنة
- منتزلية خشنة الأوبار
- منتزلية خشنة السويق
- منتزلية داكنة
- منتزلية ذهبية الأزهار
- منتزلية زعفرانية
- منتزلية زغباء
- منتزلية شجيرية
- منتزلية صحراوية
- منتزلية صغيرة الأزهار
- منتزلية صغيرة الأوراق
- منتزلية طويلة الفلقات
- منتزلية عارية
- منتزلية فلوريدية
- منتزلية قزمية
- منتزلية قصيرة
- منتزلية قليلة البذور
- منتزلية قنابية
- منتزلية كاملة
- منتزلية كثيرة الشعر
- منتزلية كثيفة
- منتزلية لاطئة الأوراق
- منتزلية لامعة
- منتزلية لندلية
- منتزلية لندهايمرية
- منتزلية لينة
- منتزلية مبيضة
- منتزلية متعددة الأزهار
- منتزلية متعددة السوق
- منتزلية متقاربة
- منتزلية متموجة
- منتزلية متناثرة
- منتزلية محبة للصحراء
- منتزلية مرتفعة
- منتزلية مزدحمة
- منتزلية مشرشرة
- منتزلية مشطية
- منتزلية معمرة
- منتزلية مفصصة
- منتزلية مكسيكية
- منتزلية ملتصقة
- منتزلية منعكسة
- منتزلية ناحلة
- منتزلية هامشية